# Clara Haskil
Clara Haskil (Bucarest, 7 de gener de 1895 - Brussel·les, 7 de desembre de 1960) fou una pianista romanesa jueva, reconeguda com a intèrpret del repertori del classicisme i del primer romanticisme.
Haskil destacà, especialment, per les seves interpretacions i gravacions de Wolfgang Amadeus Mozart. Molts la van considerar la intèrpet de Mozart més destacada de la seva època. També fou una intèrpret destacada de Beethoven, Schumann i Scarlatti.
Haskil nasqué en una família jueva sefardita a Bucarest i estudià a Viena amb Richard Robert (altres alumnes destacats del qual són Rudolf Serkin i George Szell) i, durant poc temps, també amb Ferruccio Busoni. Més endavant es mudà a Paris, on estudià amb Joseph Morpain, alumne de Gabriel Fauré, i el qual ella sempre considerà com una de les seves grans influències. Aquell mateix s'incorporà al Conservatori de Paris, oficialment per a estudiar amb Alfred Cortot, tot i que la majoria de la docència la rebé de Lazare Lévy i Mme Giraud-Letrase, i es graduà amb 15 anys amb un Prémier Prix. També es graduà amb un Prémier Prix en violí. Després de graduar-se, Haskil feu diverses gires per Europa, tot i que la seva carrera ben aviat es veié truncada per una de les moltes malalties que patí al llarg de tota la seva vida. L'any 1913 fou coberta amb escaiola per tal d'aturar el progrés de la seva escoliosi. Les nombroses malalties, sumades a un pànic escènic que es manifestà el 1920, van fer que no tingués èxit financer ni les lloances de la crítica. Passà gairebé tota la seva vida en la misèria. No va ser fins passada la Segona Guerra Mundial, en una sèrie de concerts que feu als Països Baixos l'any 1949, que començà a ser aclamada.
Com a pianista, la seva tècnica es caracteritzà per una puresa de to i frase que es podrien relacionar amb la seva formació com a violinista. La transparència i una delicada inspiració van ser altres característiques del seu estil.
Fou una música de cambra molt ben considerada i col·laborà amb altres músics famosos com ara George Enescu, Eugène Ysaÿe, Pau Casals, Joseph Szigeti, Géza Anda, Isaac Stern i Arthur Grumiaux, amb el qual tocà al seu últim concert. Tot i que se'l coneixia principalment com a violinista, Grumiaux també era un gran pianista i ell i Haskil sovint intercanviaven instruments.
Com a solista, tocà sota la batuta de directors com Ansermet, Barbirolli, Baumgartner, Beecham, Boult, Celibidache, Cluytens, Fricsay, Giulini, Inghelbrecht, Jochum, Karajan, Kempe, Klemperer, Kubelík, Markévitx, Monteux, Münch, Paray, Rosbaud, Sawallisch, Solti, Stokowski, Szell, etc. Una de les seves interpretacions més destacades en aquest àmbit és la gravació dels concerts per a piano i orquestra núm. 20 i 24 de Mozart que tingué lloc el novembre de 1960 amb l'Orchestre des Concerts Lamoureux dirigida per Ígor Markévitx (publicat en CD per Philips Classics amb el número 464 718-2). Aquesta gravació mostra una interpretació inusualment lenta i pensativa de la tercera part i una de subtil, lírica i, d'alguna manera, també vigorosa de la segona.
Haskil morí de les ferides que va rebre en una caiguda en una estació de tren de Brussel·les. L'endemà havia de tocar en un concert amb Arthur Grumiaux.
Charles Chaplin, amic d'Haskil, en va descriure el talent dient: "En la meva vida he conegut tres genis: el professor Einstein, Winston Churchill i Clara Haskil. No sóc pas músic però puc dir que el seu tacte era exquisit, la seva expressió, meravellosa, i la seva tècnica, extraordinària" (entrevista amb la Swiss Radio, 19 d'abril de 1961).

## Premi Clara Haskil
Des de 1963, el Concurs internacional de piano Clara Haskil se celebra cada dos anys en memòria seva, i es basa en un repertori significativament diferent dels altres concursos de piano tradicionals, amb obres de Scarlatti, Haydn, Mozart, Beethoven, Schubert i Brahms, música de cambra i obres contemporànies.
Al llibret s'hi pot llegir: "El concurs Clara Haskil fou creat el 1963 per perpetuar la memòria de la pianista suïssa, d'origen romanès, que va néixer a Bucarest l'any 1895. Té lloc cada dos anys a Vevey, on Clara Haskil visqué des del 1942 fins a la seva mort a Brussel·les l'any 1960. Un carrer de Vevey porta el seu nom. El concurs dona la benvinguda als joves pianistes de tot el món, que busquen l'ideal musical que Clara Haskil inspirà i que sempre romandrà exemplar".